# Isaac Bentham
Isaac Bentham (Wigan, Gran Manchester, 27 d'octubre de 1886 – Arràs, Pas-de-Calais, 15 de maig de 1917) va ser un waterpolista anglès que va competir a començaments del segle xx. El 1912 va prendre part en els Jocs Olímpics d'Estocolm, on va guanyar la medalla d'or en la competició de waterpolo.
Morí el 15 de maig de 1917 durant la Batalla d'Arràs de la Primera Guerra Mundial, mentre servia com a sergent a la Royal Field Artillery.